# Мартин-гік

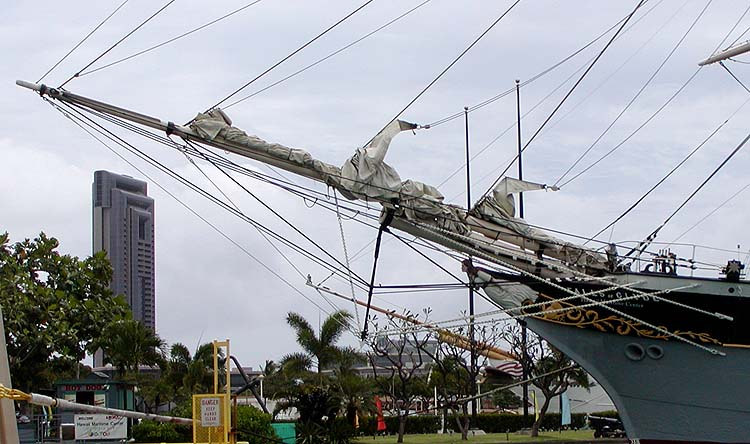
Бушприт судна Falls of Clyde з мартин-гіком

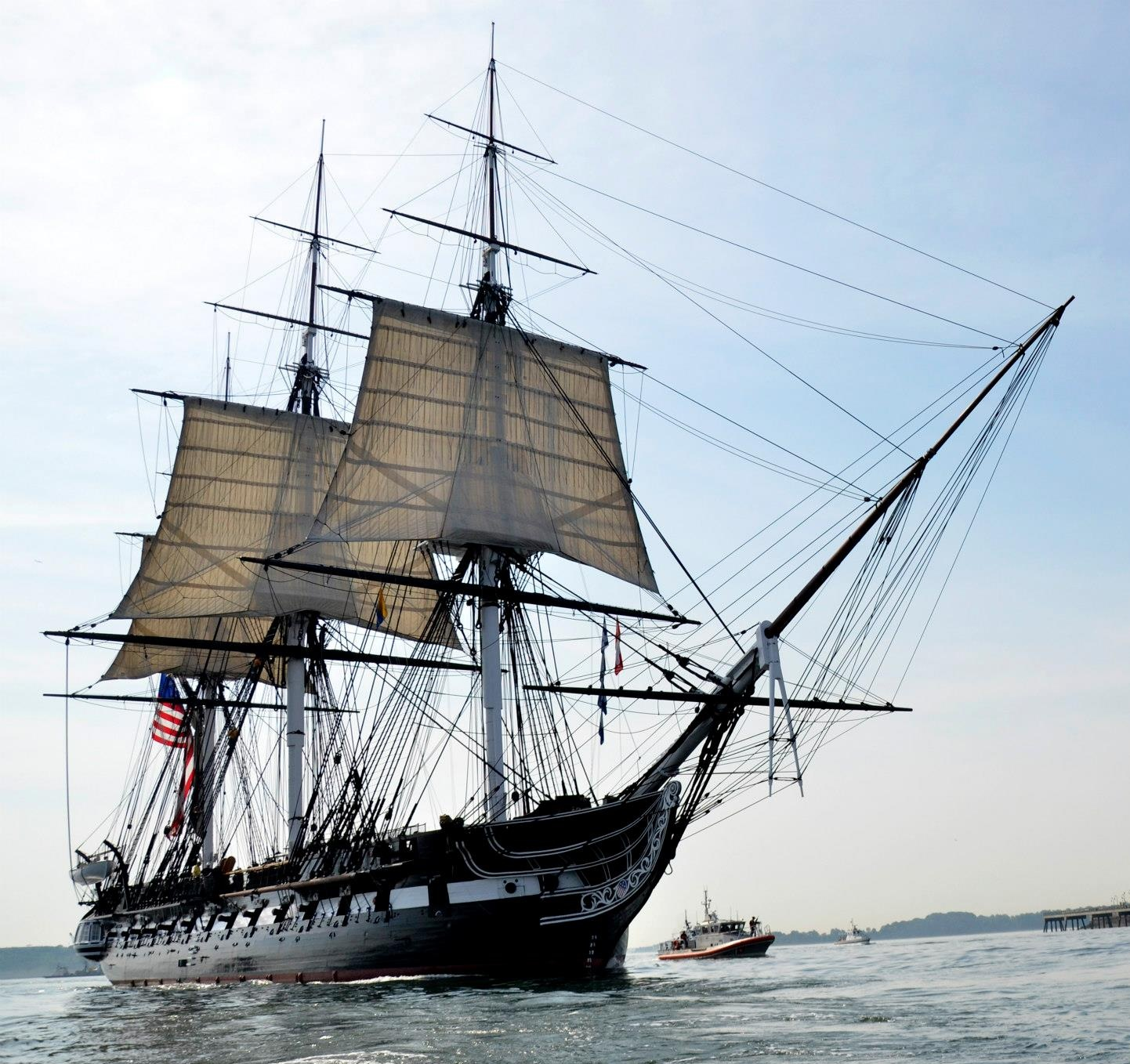
Подвійний мартин-гік фрегата «Конституція»

Мартин-гік (англ. martingale boom від фр. martingale, букв. — «мартингал, ремінь від вуздечки до попруги») — рангоутне дерево, підвішене вертикально під зовнішнім ноком бушприта. Нок мартин-гіка повернутий донизу. Служить для розносу снастей стоячого такелажу — утлегар-штагів, бом-утлегар-штагів і мартин-бакштагів. Застаріла назва мартин-гіка — «вистріл бушприта».
Нок мартин-гіка з'єднується з бортом мартин-бакштагами, з ноком утлегаря і форштевнем — утлегар-штагом (мартин-штагом), з ноком бом-утлегаря і форштевнем — бом-утлегар-штагом.
Іноді на великих суднах (наприклад, на кораблі «Цесаревич») встановлювалося два мартин-гіки, розташованих один відносно одного під певним кутом.